# Кэлугэру, Ион
Ион Кэлугэру (рум. Ion Călugăru; настоящее имя и фамилия Срул-Лейб Кройтору, рум. Srul Leib Croitoru; 14 февраля 1902, Дорохой — 22 мая 1956, Бухарест) — румынский прозаик, драматург, переводчик и публицист еврейского происхождения. Перевёл на румынский язык ряд произведений русской и советской литературы. Один из основных представителей официальной культуры пятидесятых годов XX века в Румынии.

## Биография
Ион Кэлугэру родился 14 февраля 1902 года в бедной семье, проживавшей в городе Дорохой. Посещал начальную школу в родном городе, среднюю школу в Бухаресте, которую из-за материальных проблем не окончил. За это время сдружился с Александром Панэ и взаимодействовал с авангардными журналами «Уну» (рум. Unu), «Современник» (рум. Contemporanul), «Интеграл» (рум. Integral) и др. С тридцатых годов XX века сотрудничал с румынской компартией (рум. Partidul Comunist Român). После войны — редактор коммунистической газеты «Искра»(рум. Scânteia).
Известен своими социалистическими убеждениями и радикально левыми взглядами, а также переводом на румынский язык некоторых сочинений Фёдора Михайловича Достоевского. Благодаря своему положению в газете Cuvântul, находился в непосредственной близости от фашистских кругов и неоднозначно относился к своему работодателю, крайне правому мыслителю Наэ Ионеску.

## Творчество
- 1923 — Caii lui Cibicioc. Schiţe fără umor (под псевдонимом Ион Попеску; Бухарест).
- 1923 — Haiducul Codau, moartera poterelor, bucuria vădanelor. Culegere frumoasă cu cântece (под псевдонимом Ион Попеску, Бухарест).
- 1923 — Haiducul Hărčaluţă-Prostul din Ceata neagră (под псевдонимом Мош Ион Попеску, Бухарест).
- 1924 — Moara dracilor sau haiducul călugăr. Poveste găsită într-un schit (под псевдонимом Ион Попеску, Бухарест).
- 1926 — «Статистический рай» — Paradisul statistic (Бухарест).
- 1926/1930 — Abecedar de povestiri populare (Бухарест).
- 1931 — Omul de după uşă (Бухарест).
- 1933 — «Шарло» — Charlot (Бухарест).
- 1934 — Erdora (Бухарест).
- 1934 — Don Juan Cocoşatul. Oameni cari se pregătesc de moarte din cea dintâi zi a vieţii (Бухарест).
- 1936 — De la cinci până la cinci (Бухарест).
- 1936 — Copilăria unui netrebnic. Roman (Бухарест: издательство «Национала Циорней С. А.»).
- 1937 — «Трест» — Trustul (Бухарест); II издание — 1956.
- 1938 — Am dat ordin să tragă (Бухарест).
- 1945 — «Писателя свободы. А. Толстой, Вл. Маяковский, И. Эренбург, Л. Арагон, Р. Роллан, М. Горький, Н. Островский» — Scriitorii libertăţii. A. Tolstoi, Vl. Maiakovski, I. Ehrenburg, L. Aragon, R. Rolland, M. Gorki, N. Ostrovski (Бухарест).
- 1949 — Măseaua stricată (Бухарест).
- 1949 — Clownul care gândeşte. Scenariu de comedie dramatică în douăsprezece tablouri şi o postfaţă (Бухарест).
- 1949 — «Сталь и хлеб» — Oţel şi pâine (Бухарест).
- 1958 — Casa şoarecilor. Schiţe fără umor şi nuvele din periodice, 1921—1947 (ред. Саша Панэ, Бухарест).
- 1971 — «Статистический рай» — Paradisul statistic (Бухарест).

#### Переводы
- Достоевский, Фёдор Михайлович: Visul unoi om ridicul. Jurnalul unui scriitor (Бухарест).